# Fossa subarcuata
La fossa subarcuata est une fente étroite située quelque millimètre au dessus du méat acoustique interne près du bord supérieur de la partie pétreuse de l'os temporal. Au fond de cette fente se trouve l'ouverture antérieure du canalicule vestibulaire.

## Embryologie
Chez le nourrisson, la fossa subarcuata a une taille importante et se prolonge vers l'arrière par un canal borgne sous le canal semi-circulaire supérieur.

## Anatomie comparée
La fossa subarcuata est étendue chez la plupart des primates (à l'exception des grands singes) et chez presque tous les mammifères et abrite le lobe pétreux du cervelet,.